# Filone (cognomen)
Filone (dal greco Philon, che divenne in latino Philo) è un cognomen usato da alcune gentes della Roma antica.

## Gens Curtia
Nella gens Curtia:
- Gaio Curzio Filone, eletto console nel 445 a.C. con Marco Genucio Augurino.

## Gens Publilia
Alcuni personaggi di questa gens, discendenti da Valerio Publilio, tribuno della plebe nel 472 a.C. portano lo stesso cognomen:
- Lucio Publilio Filone Volsco (figlio di Lucio e nipote di Volero), Tribuno Consolare nel 400 a.C., definito da Tito Livio patrizio, ma certamente è un errore perché la famiglia era plebea.
- Volero Publilio Filone (figlio di Publio e nipote di Volero), tribuno consolare nel 399 a.C.
- Quinto Publilio Filone (figlio di Quinto e nipote di Quinto), un importante generale romano durante le guerre sannitiche, tre volte console.

## Gens Veturia
Anche nella gens Veturia si trova lo stesso cognomen:
- Lucio Veturio Filone (figlio di Lucio e nipote di Postumo), console nel 220 a.C. assieme a Gaio Lutazio Catulo
- Lucio Veturio Filone (omonimo del precedente, ma figlio di Lucio e nipote di Lucio),  console nel 207 a.C. assieme a Quinto Cecilio Metello. Partecipò alla battaglia di Zama.

## Altri personaggi
- un liberto di Marco Celio Rufo, (Cic., ad Fam. II, 12; VIII, 8
- un liberto di Gneo Pompeo Magno (Bell. Hisp. 35 ; Cic. ad Att. XVI. 4.)
- Caio Cesenio Filone, vissuto al tempo di Cicerone.